# Bangana wui
Bangana wui és una espècie de peix cipriniforme de la família dels ciprínids.